# Таранов Анатолій Павлович
Анатолій Павлович Таранов (12 листопада 1912, Орськ — 28 травня 1999, Київ) — український радянський правознавець, педагог. Доктор юридичних наук (1964), професор (1968). Один із провідних радянських конституціоналістів, дослідник конституційного права, теорії держави і права, державного управління, політичної організації суспільства.
Заслужений діяч науки і техніки УРСР (1972), лауреат Державної премії УРСР в галузі науки і техніки (1981). Реформатор Інституту держави і права АН УРСР, майже півстоліття — науковий співробітник установи (1952—1999). Автор близько 200 наукових робіт, співавтор проєктів Конституції УРСР 1978 року та Конституції України.

## Життєпис

Могила Анатолія Таранова, Байкове кладовище

Народився 12 листопада 1912 року у місті Орськ, Оренбурзька губернія, у робітничій сім'ї. Після смерті матері у 1920 році жив у дитячому будинку Харкова. У 1930 році закінчив школу фабрично-заводського навчання при Харківському електромеханічному заводі.
За направленням працював техніком-контролером у Прилуцькій трудовій комуні НКВС УРСР під керівництвом корифея педагогіки Антона Макаренка. Паралельно заочно навчався у Прилуцькому індустріальному технікумі, який закінчив у 1933 році. У 1938 році з відзнакою закінчив Харківський юридичний інститут імені Л. М. Кагановича. Практично закінчив аспірантуру при інституті, але почалась війна.
З 1941 по 1944 роки обіймав різні посади: члена Алтайського крайового суду, члена Харківського обласного суду (Куп'янськ), ревізора управління навчальних закладів Народного комісаріату юстиції СРСР (протягом 1943 року), директора судово-прокурорських курсів (Саратов).
З 1944 року — начальник відділу навчальних закладів Народного комісаріату юстиції СРСР. З 1947 року — у Києві, обійняв посаду старшого викладача кафедри теорії та історії держави і права юридичного факультету Київського державного університету імені Тараса Шевченка.
У 1951 році здобув науковий ступінь кандидата юридичних наук, захистивши дисертацію на тему «История конституции Украинской ССР 1929 года». У 1952 році обійняв посаду старшого наукового співробітника Сектору держави і права АН УРСР. Виступив реформатором його структури, за активної участі Анатолія Таранова у 1969 році Сектор був реорганізований в Інститут держави і права АН УРСР (ІДП).
У 1964 році здобув науковий ступінь доктора юридичних наук, захистивши дисертацію на тему «Конституция Украинской ССР и ее историческое развитие». З 1966 року — завідувач відділу проблем державного і господарського управління ІДП. Через три роки обійняв посаду заступника директора ІДП з наукової роботи. В інституті очолював колективи науковців з дослідження проблем державно-правового будівництва, виступав відповідальним редактором багатьох наукових робіт.
З 1976 року — провідний науковий співробітник-консультант ІДП. У 1977—1978 роках брав участь у розробці проєкту Конституції УРСР 1978 року, очолював одну з робочих підгруп з підготовки необхідних матеріалів. У 1981 році, разом з колегами, нагороджений Державною премією УРСР в галузі науки і техніки — «за монографію „История государства и права Украинской ССР“, опубліковану в 1976 році». Деякий час входив до складу Київської міської ради депутатів трудящих.
Після проголошення незалежності України розпочав роботу над проєктом Конституції України. У 1996 році обраний членом-кореспондентом Національної академії правових наук України.
Навіть після 80-річного ювілею продовжував працювати, відвідував робочі засідання та обговорення дисертацій. Помер на 87-му році життя 28 травня 1999 року. Похований разом з родиною на Байковому кладовищі, поруч з колегою з ІДП — професором Олександром Свєтловим (ділянка № 49а, 50°25′0.53″ пн. ш. 30°30′5.96″ сх. д. / 50.4168139° пн. ш. 30.5016556° сх. д.).

## Наукова діяльність та інтереси
Автор понад 200 наукових робіт. Науковий керівник та консультант близько 15 докторів та кандидатів наук, зокрема директора Інституту держави і права Юрія Шемшученка.
Один із провідних радянських конституціоналістів, дослідник конституційного права, теорії держави і права, державного управління, політичної організації суспільства. Після здобуття Україною незалежності розвинув низку положень теорії конституційного права, довів прийнятність назви «конституційне право» замість застарілої «державне право»: «Виокремлення цієї галузі дає можливість для більш глибокого вивчення і практичного вирішення проблем конституційного будівництва» — казав він.
Був шанувальником футболу та шахів, організовував шахові турніри в ІДП. Вболівав за київське «Динамо».

## Науковий доробок (частковий)
- История конституции Украинской ССР 1929 года: диссертация кандидата юридических наук : 12.00.00. — Киев, 1951. — 275 с. : ил.
- Конституция СССР — Конституция победившего социализма и развернутой социалистической демократии: (Лекция) / А. П. Таранов, канд. юрид. наук ; О-во по распространению полит. и науч. знаний Укр. ССР. — Киев: [б. и.], 1956. — 18 л.; 29 см.
- Культурно-просветительная работа сельских Советов / Отв. ред. канд. юрид. наук Б. М. Бабий. — Москва: Госюриздат, 1957. — 44 с.; 20 см.
- Конституция СССР и УССР: Пособие для сред. школы. — Киев: Рад. школа, 1959. — 244 с., 3 л. ил., портр. : схем.; 20 см.
- Конституция СССР и УССР: Пособие для 10-го класса сред. школы. — 2-е изд., перераб. — Киев: Рад. школа, 1960. — 228 с., 3 л. ил. : схем.; 21 см.
- Конституция СССР и УССР: Пособие для 10-го класса сред. школы. — 3-е изд. — Киев: Рад. школа, 1961. — 231 с., 3 л. ил. : схем.; 20 см.
- Конституция Украинской ССР и ее историческое развитие: диссертация доктора юридических наук : 12.00.00. — Киев, 1964. — 555 с.
- Политическая организация развитого социалистического общества: (Правовые проблемы) / [Д-р юрид. наук В. В. Копейчиков, д-р ист. наук В. М. Терлецкий, д-р юрид. наук А. П. Таранов и др.] ; [Ред. коллегия: …д-р юрид. наук А. П. Таранов (отв. ред.) и др.] ; АН УССР, Ин-т государства и права. — Киев: Наук. думка, 1976. — 516 с.; 22 см.
- Конституция развитого социализма / А. П. Таранов, д. ю. н. — Киев: О-во «Знание» УССР, 1977. — 21 с.; 20 см.
- XXV съезд КПСС о развитии социалистической демократии, законодательства и управления / [В. В. Копейчиков, Н. И. Данченко, Н. И. Коцюбра и др. ; Отв. ред. и авт. предисл. А. П. Таранов ; АН УССР, Ин-т государства и права]. — Киев: Наук. думка, 1977. — 407 с. : ил.; 21 см.
- Права, свободы и обязанности советских граждан по проекту новой Конституции СССР / О-во «Знание» УССР ; А. П. Таранов, д-р юрид. наук. — Киев: [б. и.], 1977. — 21 с.
- Конституция общенародного государства. — Киев: Наук. думка, 1980. — 287 с.; 21 см.
- Конституционные права и обязанности советских граждан / [А. П. Таранов, И. А. Тимченко, Г. И. Чангули, Н. Г. Шуклина; Отв. ред. А. П. Таранов]. — Киев: Наук. думка, 1985. — 248 с.; 20 см.
- Нова Конституція СРСР / Таранов А. П. // Український історичний журнал. — 1987. — № 10. — С. 136—141.
- Конституция УССР: реализация ее принципов и норм / [Н. И. Козюбра, В. В. Оксамытный, Р. К. Давыдов и др.; Отв. ред. А. П. Таранов]; АН УССР, Ин-т государства и права. — Киев: Наук. думка, 1988. — 327,[1] с.; 21 см.

## Нагороди
- 1972 — заслужений діяч науки і техніки України
- 1981 — Державна премія УРСР в галузі науки і техніки — «за монографію „История государства и права Украинской ССР“, опубліковану в 1976 році»
- медаль «За доблесну працю у Великій Вітчизняній війні 1941—1945 рр.»
- орден Трудового Червоного прапора